# Chiesa di San Nicola (Capalbio)

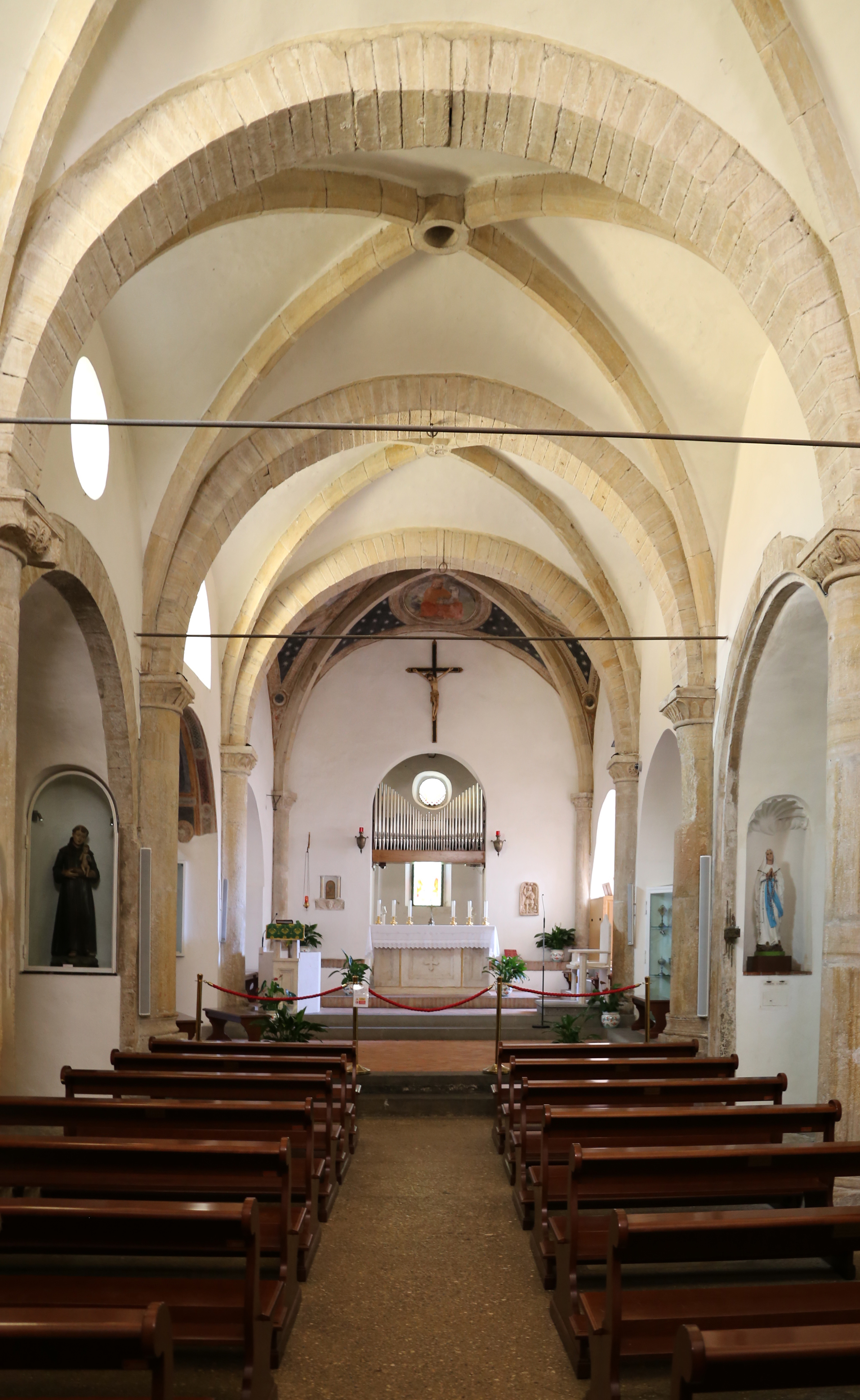
Navata della chiesa

La chiesa di San Nicola è situata a Capalbio, in provincia di Grosseto, nella piazzetta di fronte alla Rocca aldobrandesca, nel centro storico del borgo.

## Storia
La chiesa fu costruita in epoca medievale, quasi certamente nel XII secolo, epoca in cui svolgeva anche le funzioni di pieve. Nel XIV secolo furono effettuati alcuni interventi che introdussero, nel primitivo e originario impianto romanico, nuovi elementi tipici dello stile gotico.
Durante il secolo successivo, l'edificio fu arricchito di elementi decorativi nel suo interno che introducevano lo stile rinascimentale nel nucleo storico della "piccola Atene". Nelle epoche successive furono effettuati altri interventi di restauro che, pur determinando l'intonacatura delle strutture murarie esterne, non hanno tuttavia alterato l'aspetto stilistico che la chiesa aveva assunto.

## Descrizione

### Esterno
La chiesa di San Nicola presenta esternamente strutture murarie rivestite in intonaco, compreso quelle che rivestono il campanile che si eleva nella parte postero-laterale destra. La facciata a tre ordini, estremamente semplice, si caratterizza per il portale d'ingresso sovrastato da un arco gotico a sesto acuto, sopra il quale si apre un rosone; il punto apicale dell'ordine centrale della facciata culmina con una croce poggiante su un piccolo basamento.

### Interno
L'interno si presenta a navata unica, suddivisa in campate con volte a crociera, affiancata da una serie di cappelle laterali di forma semicircolare, separate tra loro da pilastri con pregevoli capitelli sommitali, su cui poggiano gli archi della navata.
Gran parte delle cappelle laterali è decorata da pregevoli affreschi del periodo rinascimentale, di scuola umbro-senese.